# Carpinus omeiensis
Carpinus omeiensis là một loài thực vật có hoa trong họ Betulaceae. Loài này được Hu & W.P.Fang mô tả khoa học đầu tiên năm 1964.